# Philippe Ouédraogo
Philippe Nakellentuba kardinál Ouédraogo (* právní fikcí 31. prosince 1945, Konéan, dříve uváděno 25. ledna 1945) je burkinafaský římskokatolický kněz, arcibiskup ouagadougouský a od roku 2014 také kardinál.

## Život
Základní vzdělání získal na École Publique v Kaya (1952-1959) a středoškolské na Petit Séminaire de Pabré v Ouagadougou (1959-1967). Poté navštěvoval Grand Séminaire Régional de Koumi v Bobo-Diulasso, kde studoval filosofii a teologii (1967-1973). Kněžské svěcení přijal 14. července 1973. Po vysvěcení působil jako vikář katedrální farnosti v Kaya. Na Papežské univerzitě Urbaniana získal doktorát z kanonického práva (1979–1983) a poté se vrátil do Kaya, kde byl farářem katedrální farnosti (1983–1991). V letech 1984 až 1995 působil jako soudce metropolitního tribunálu druhé instance v Ouagadougou. Roku 1987 byl jmenován národním ředitelem Œuvres Pontificales Missionnaires a tuto funkci vykonával až do roku 1996. Poté byl jmenován generálním vikářem diecéze Kaya (1989–1994), ředitelem Petit Séminaire Saint Cyprien (1992–1995), farářem Notre Dame de l'Assomption, Pissila (1995–1996).
Dne 5. července 1996 byl ustanoven biskupem diecéze Ouahigouya a biskupské svěcení přijal 23. listopadu téhož roku z rukou Jeana-Marie Untaani Compaoré. Tento úřad vykonával až do 13. května 2009, kdy byl jmenován metropolitním arcibiskupem Ouagadougou. Do úřadu byl uveden 13. června 2009 a 29. června si od papeže Benedikta XVI. převzal pallium. Dne 22. února 2014 jej papež František jmenoval kardinálem.